# ماگیروس
ماگیروس شرکت کامیون‌سازی آلمانی است که دفتر مرکزی آن در شهر اولم قرار دارد. این شرکت به‌خاطر تولید انواع کامیون‌های آتش‌نشانی و اطفای حریق در جهان شهرت دارد. ماگیروس همچنین مخترع نردبان نجات هوایی کامیون‌های آتش‌نشان است. از این نردبان برای رسیدن به طبقات بالایی ساختمان‌های آتش گرفته استفاده می‌شود و به سرعت به یکی از مهم‌ترین ابزارهای سازمان آتش‌نشانی در کشورهای گوناگون تبدیل شد.
همچنین نخست ایوکو و ماگیروس دو شرکت جدای از هم بودند؛ اما در سال ۱۹۷۵ ایوکو همه شرکت ماگیروس را خریداری می‌کند، با این حال تا چند سال بعد همچنان با نام ماگیروس به تولید کامیون‌ها ادامه می‌دهد. امروزه از نام ماگیروس بیشتر در بخش تولید تجهیزات آتش‌نشانی استفاده می‌شود و در کل ساخت و ساز نام اصلی شرکت، ایویکو، استفاده می‌شود.

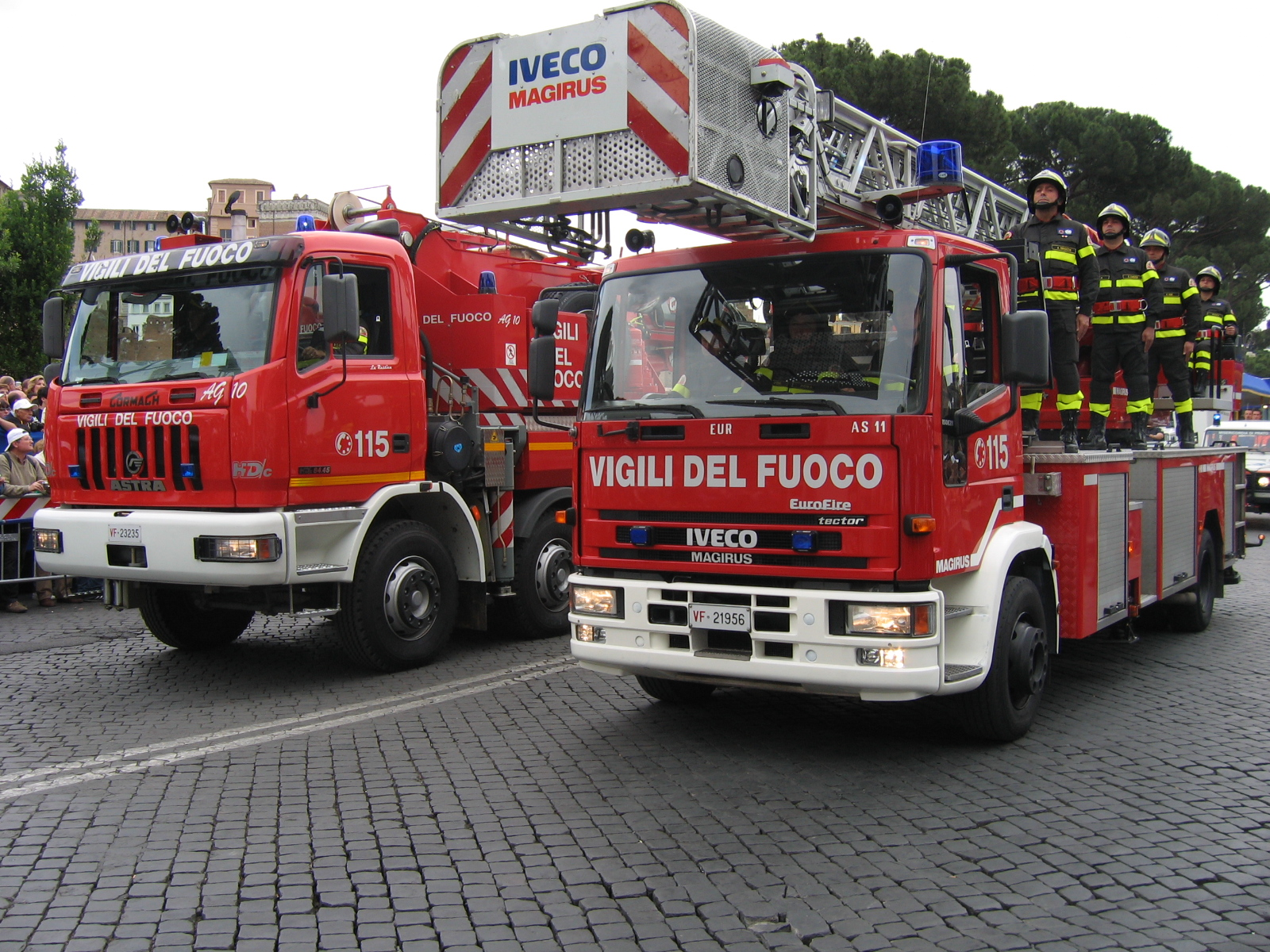
خودروی ایوکوی آتش‌نشانی ایتالیا
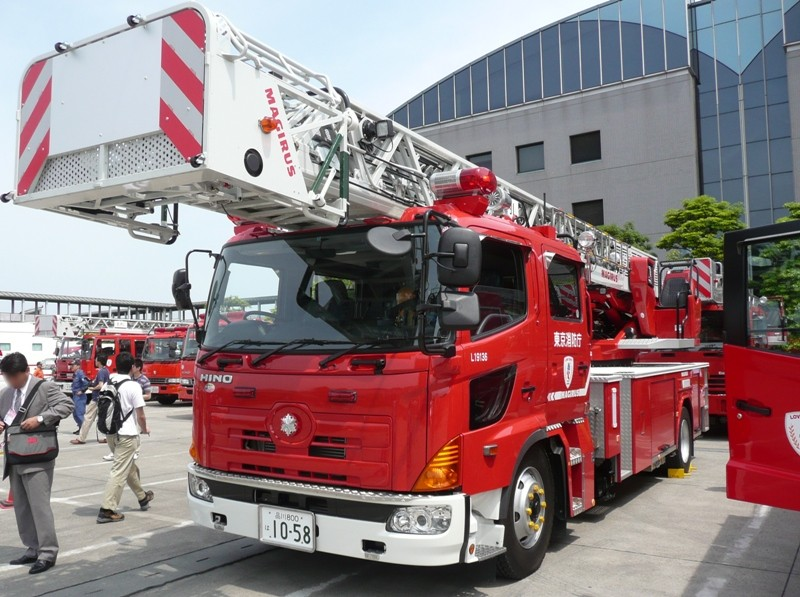
تجهیزات ماگیروس در آتش‌نشانی ژاپن

## پیوند
- وب‌گاه رسمی